# Li Jun Li
Li Jun Li (ur. 6 listopada 1983 w Szanghaju) – amerykańska aktorka, znana m.in. z roli Iris Chang w serialu Quantico, Jenny Wah w serialu Wu Assassins i Lady Fay Zhu w filmie Babilon.

## Dzieciństwo
Urodziła się w Szanghaju. Jej ojciec był malarzem. Gdy Li miała sześć lat, jej ojciec wraz z rodziną postanowił przeprowadzić się do pracy do Bogoty w Kolumbii. Trzy lata później wyemigrowali do Nowego Jorku w Stanach Zjednoczonych.
Ukończyła Fiorello H. LaGuardia High School.

## Filmografia

### Filmy
| Rok produkcji | Tytuł                                 | Rola                           |
| ------------- | ------------------------------------- | ------------------------------ |
| 2013          | Smak życia 3, czyli chińska układanka | Nancy                          |
| 2014          | Siła muzyki                           | Dziennikarka Jamesa Forrestera |
| 2014          | Upokorzenie                           | Tracy                          |
| 2015          | Front Cover                           | Miao                           |
| 2015          | Nigdy nie jest za późno               | Pedikiurzystka                 |
| 2021          | Construction                          | Theresa                        |
| 2022          | Babilon                               | Lady Fay Zhu                   |

### Wybrane seriale
| Rok  | Serial       | Rola         |
| ---- | ------------ | ------------ |
| 2007 | Układy       | Maggie Huang |
| 2015 | Quantico     | Iris Chang   |
| 2019 | Wu Assassins | Jenny Wah    |